# Frederick M. Smith
Frederick Madison Smith, né le 21 janvier 1874 et mort le 20 mars 1946, fut le deuxième président de la Communauté du Christ de 1914 jusqu'à sa mort. Il est l'un des neuf enfants de Joseph Smith III et de sa seconde femme, Bertha Madison Smith.
Lors de la mort de son père, Joseph Smith III, il accède à la présidence selon la doctrine de la succession linéaire.

## Biographie
Frederick M. Smith pousse à l'incorporation d'idées sociales modernes au sein de la notion de Sion. Il tente également d'exercer une autorité plus poussée sur le mouvement, spécialement durant les périodes entre deux Conférences Générales. Ce concept, connu sous le nom de contrôle directionnel suprême (supreme directional control), provoque une vive polémique qui résultera en la défection d'un tiers des membres du mouvement, refusant de se soumettre à cette tutelle renforcée. Le prophète abandonne finalement ses prétentions et la plupart des dissidents regagneront l'Église par la suite. C'est à cette époque que Otto Fetting quitte le mouvement pour rejoindre l'Église du Christ (Temple Lot) : celui-ci fondera plus tard son propre mouvement, l'Église du Christ « avec le message d'Élias ».
Frederick M. Smith préside également le mouvement au moment de la Grande Dépression. L'Église doit faire face à des dettes importantes, ce qui arrête la construction de l'Auditorium, un bâtiment destiné à recevoir les Conférences Générales (la construction ne sera achevée qu'en 1962).
Arrivé à un âge avancé, Frederick M. Smith souhaite démissionner de son office mais la Conférence Générale décide de rejeter sa demande. Il meurt en 1946 et son frère Israël Alexander Smith lui succédera.